# Nätsjöpung
Nätsjöpung, även jungfrusjöpung, (Corella parallelogramma) är en sjöpungsart som först beskrevs av Otto Friedrich Müller 1776. Nätsjöpung ingår i släktet Corella och familjen högermagade sjöpungar. Arten är reproducerande i Sverige. Inga underarter finns listade i Catalogue of Life.